# Hemistola fletcheri
Hemistola fletcheri es una especie de polillas de la familia Geometridae, descrita por primera vez por el lepidopterólogo Louis Beethoven Prout en 1934, con distribución en el Valle de Cachemira. Es una de las polillas de mayor tamaño en su género, con una envergadura entre 28 a 35 milímetros (1,1 a 1,4 plg) y de un tono verde azulado.